# Christus umgeben von musizierenden Engeln
Christus umgeben von musizierenden Engeln ist eine Tafelmalerei von Hans Memling. Das Werk befindet sich heute im Königlichen Museum der Schönen Künste in Antwerpen.

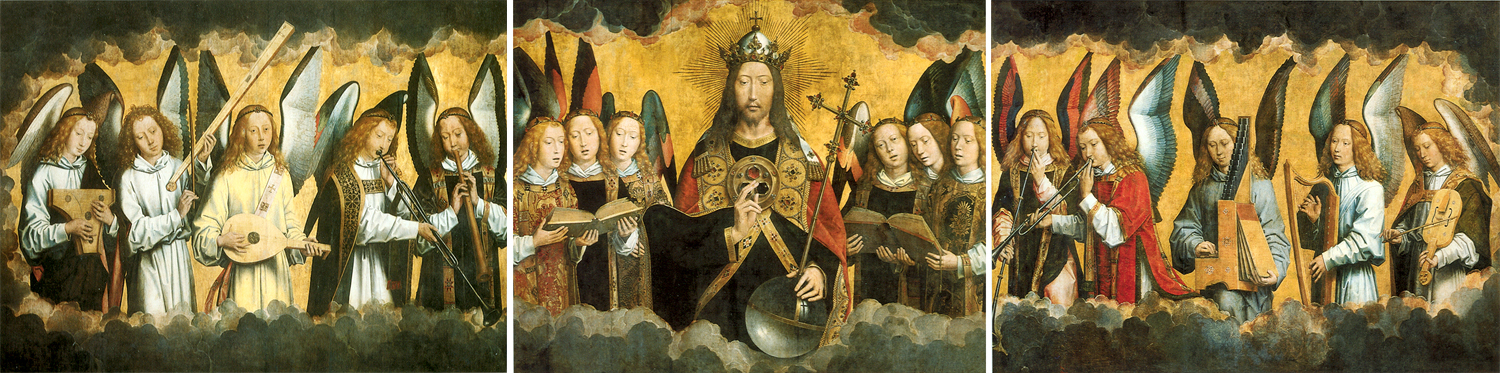

## Die Malerei

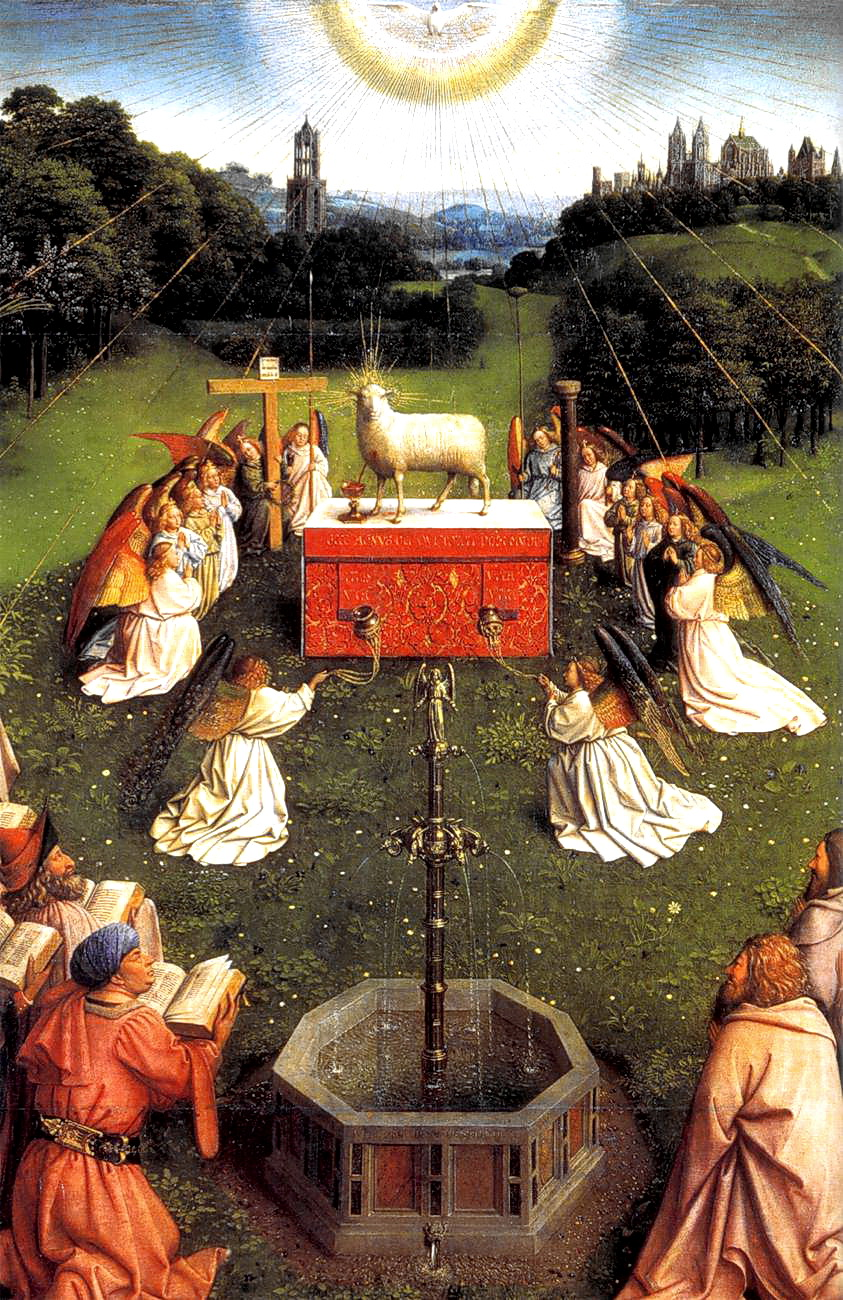
Anbetung des mystischen Lammes von Jan van Eyck (Ausschnitt)

Erhalten sind drei Paneelen aus Eiche. Sie sind aber nur Teil eines ursprünglich viel größeren Altarbildes.
Christus ist als König des Himmels dargestellt. Ihn umgeben sechzehn singende und musizierende Engel. Dies war Teil einer Szene, die Mariä Aufnahme in den Himmel darstellte. Maria war ursprünglich unter der Gruppe aus Christus und den Engeln zu sehen. Das erklärt, warum Christus nach unten schaut und auf den Gewändern der Engel „Maria – Jesus“ zu lesen ist. Unbekannt ist, wann und warum das Gemälde verstümmelt wurde und wo die verschollenen Teile geblieben sind. Aber auch der verbliebene „Rest“ ist ein Beispiel für erstklassige Tafelmalerei im späten 15. Jahrhundert aus den Niederlanden. Für dieses Werk ließ sich Memling durch die Anbetung des mystischen Lammes von Jan van Eyck inspirieren, ein Werk, das um ein halbes Jahrhundert älter ist als Christus umgeben von musizierenden Engeln und auf dem 14 Engel in prächtigen Gewändern das angebetete Lamm umgeben.
Christus umgeben von musizierenden Engeln ist auch ein wichtiges musikgeschichtliches Zeugnis zum Musikleben an der Wende vom 15. zum 16. Jahrhundert, weil es zeigt, wie damals Musikinstrumente aussahen und wie Musik aufgeführt wurde.

## Geschichte
Der Flügelaltar stammt aus der Kirche des Klosters Santa María la Real de Nájera, heute: Nájera in der Autonomen Gemeinschaft und Provinz La Rioja in Spanien. An der Wende vom 15. zum 16. Jahrhundert befand sich das Kloster in einer Phase intensiver baulicher Um- und Neugestaltung. Dazu gehörte auch der Auftrag an Hans Memling, ein Altarbild zu schaffen. Er befand sich damals auf dem Höhepunkt seines Schaffens und dieser Auftrag war einer der größten und wichtigsten für ihn. Wahrscheinlich vermittelten spanische Kaufleute, die in Brügge ansässig waren, den Auftrag.
Seit 1895 befinden sich die Gemälde im Königlichen Museum der Schönen Künste in Antwerpen. Das Altarbild wurde im Kloster Santa María la Real de Nájera schon seit dem Ende des 17. Jahrhunderts nicht mehr als Zentrum des Altaraufbaus genutzt, der damals durch einen barocken Hochaltar ersetzt wurde.